# Кульсугадыташ
Кульсугадыташ (Синие скалы) — горы на Южном Урале. Административно — Белорецкий район Башкортостана. Рядом с Синими скалами проходит дорога Р-316. Название от местной речки Кульсугады.

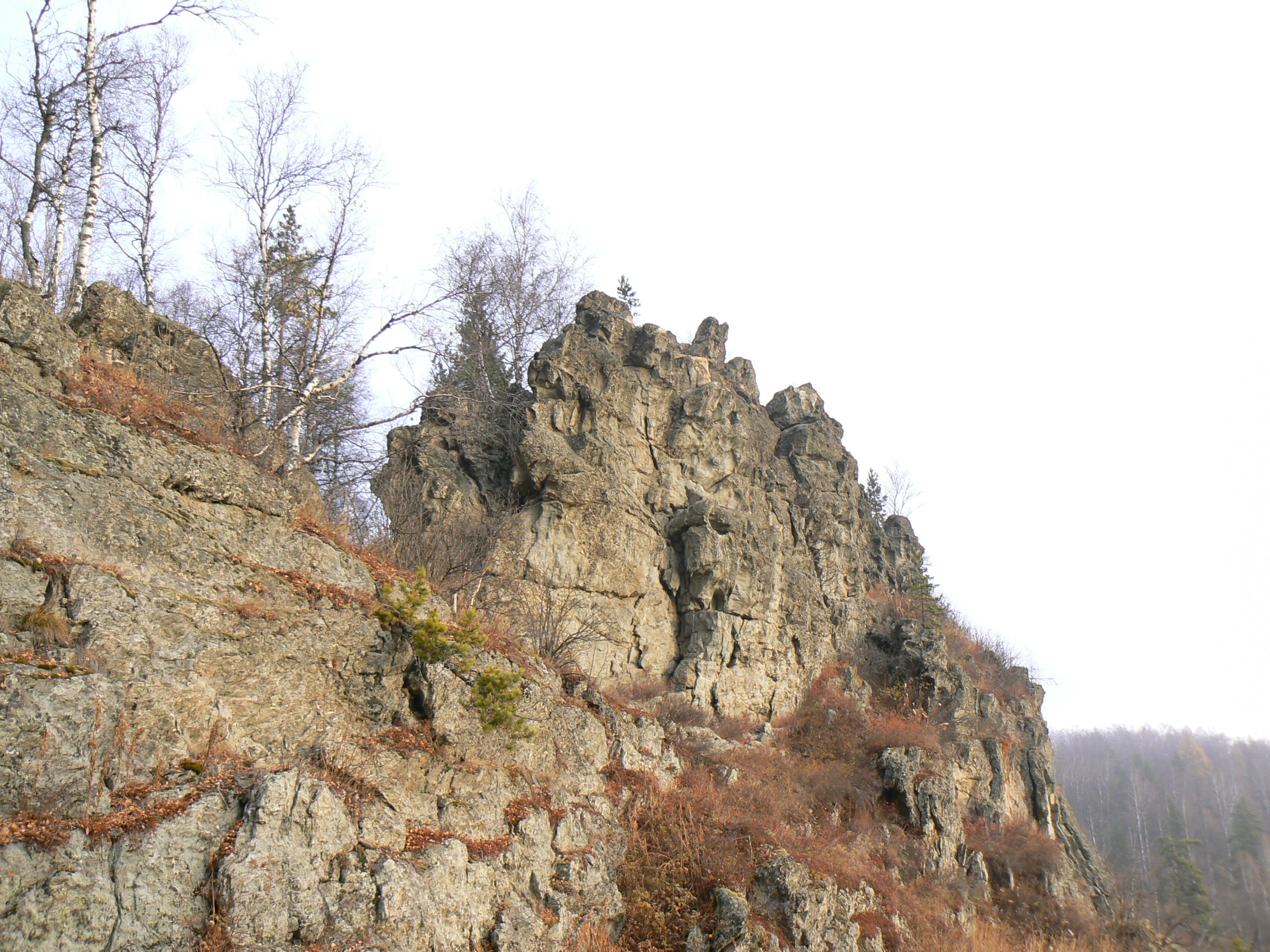

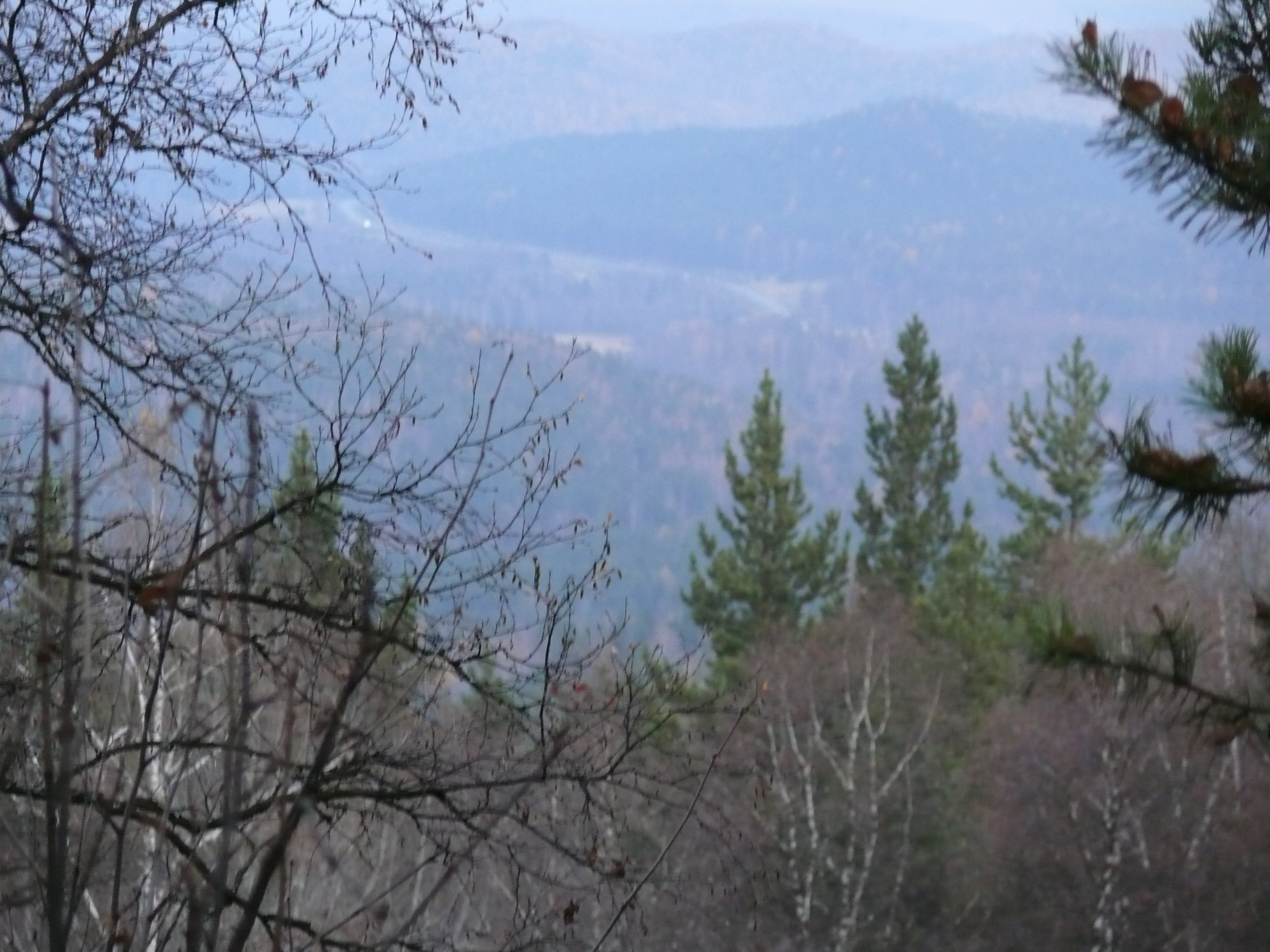
Вид с Синих скал на юго-восток

Проходит ВЛ-220 кВ «Смеловская-Белорецк»
Туристическая достопримечательность. Легко доступна автотранспортом.